# Liste des églises de Loir-et-Cher
La liste des églises de Loir-et-Cher vise à situer les églises du département français de Loir-et-Cher. Il est fait état des diverses protections dont elles peuvent bénéficier, et notamment les inscriptions et classements au titre des monuments historiques.

## Rattachement diocésain des églises catholiques
En ce qui concerne le culte catholique, les églises sont situées dans le diocèse de Blois.

## Statistiques

### Nombres
Le département de Loir-et-Cher comprend 267 communes au 1er janvier 2023.
Depuis 2022, le diocèse de Blois compte 40 paroisses.

## Liste des églises catholiques classées par commune par ordre alphabétique
Le classement ci-après se fait par commune selon l'ordre alphabétique.
Il est fait état des diverses protections dont elles peuvent bénéficier, et notamment les inscriptions et classements au titre des monuments historiques.
| Église                                                                           | Commune                            | Adresse | Coordonnées                      | Notice         | Protection | Date        | Illustration                                                         |
| -------------------------------------------------------------------------------- | ---------------------------------- | ------- | -------------------------------- | -------------- | --- | ----------- | -------------------------------------------------------------------- |
| Église Saint-Martin d'Ambloy                                                     | Ambloy                             |         | 47° 42′ 44″ nord, 0° 58′ 08″ est |                | |             | Église Saint-Martin d'Ambloy                                         |
| Église Saint-Pierre-aux-Liens d'Angé                                             | Angé                               |         | 47° 19′ 56″ nord, 1° 14′ 35″ est |                | |             | Église Saint-Pierre-aux-Liens d'Angé                                 |
| Église Notre-Dame d'Areines                                                      | Areines                            |         | 47° 48′ 07″ nord, 1° 05′ 36″ est | « PA00098319 » | Classé MH | 1946        | Église Notre-Dame d'Areines                                          |
| Église Saint-Pierre d'Artins                                                     | Artins                             |         | 47° 45′ 28″ nord, 0° 44′ 39″ est |                | |             | Image manquante Téléverser                                           |
| Ancienne église Saint-Pierre d'Artins                                            | Artins                             |         | 47° 45′ 28″ nord, 0° 44′ 39″ est | « PA00098322 » | Classé MH | 1987        | Ancienne église Saint-Pierre d'Artins                                |
| Église Saint-Sulpice d'Autainville                                               | Autainville                        |         | 47° 52′ 50″ nord, 1° 24′ 53″ est |                | |             | Église Saint-Sulpice d'Autainville                                   |
| Église Saint-Hilaire d'Authon                                                    | Authon                             |         | 47° 38′ 40″ nord, 0° 53′ 44″ est |                | |             | Image manquante Téléverser                                           |
| Église Notre-Dame-de-l'Assomption d'Avaray                                       | Avaray                             |         | 47° 43′ 21″ nord, 1° 33′ 51″ est |                | |             | Image manquante Téléverser                                           |
| Église Saint-Lubin d'Averdon                                                     | Averdon                            |         | 47° 41′ 05″ nord, 1° 17′ 39″ est | « PA00098329 » | Classé MH | 1947        | Église Saint-Lubin d'Averdon                                         |
| Église Saint-Pierre d'Azé                                                        | Azé                                |         | 47° 51′ 04″ nord, 0° 59′ 50″ est |                | |             | Image manquante Téléverser                                           |
| Église Saint-Jean-Baptiste de Baillou                                            | Baillou                            |         | 47° 58′ 04″ nord, 0° 50′ 35″ est | « PA00098331 » | Inscrit MH | 1948        | Église Saint-Jean-Baptiste de Baillou                                |
| Église Saint-Baumer de Bauzy                                                     | Bauzy                              |         | 47° 32′ 05″ nord, 1° 36′ 28″ est | « PA00098332 » | Inscrit MH | 1938        | Église Saint-Baumer de Bauzy                                         |
| Église Sainte-Madeleine dite de la Madeleine de Semerville                       | Beauce la Romaine                  |         | 47° 55′ 58″ nord, 1° 22′ 42″ est |                | |             | Église Sainte-Madeleine dite de la Madeleine de Semerville           |
| Église Saint-Lubin de Verdes                                                     | Beauce la Romaine                  |         | 47° 57′ 32″ nord, 1° 25′ 46″ est |                | |             | Image manquante Téléverser                                           |
| Église Saint-Martin de La Colombe                                                | Beauce la Romaine                  |         | 47° 53′ 20″ nord, 1° 22′ 18″ est |                | |             | Image manquante Téléverser                                           |
| Église Saint-Martin de Membrolles                                                | Beauce la Romaine                  |         | 47° 59′ 04″ nord, 1° 28′ 03″ est |                | |             | Image manquante Téléverser                                           |
| Église Saint-Martin de Tripleville                                               | Beauce la Romaine                  |         | 47° 56′ 48″ nord, 1° 29′ 01″ est |                | |             | Image manquante Téléverser                                           |
| Église Saint-Martin d'Ouzouer-le-Marché                                          | Beauce la Romaine                  |         | 47° 54′ 39″ nord, 1° 31′ 43″ est |                | |             | Église Saint-Martin d'Ouzouer-le-Marché                              |
| Église Saint-Jacques de Beauchêne                                                | Beauchêne                          |         | 47° 56′ 21″ nord, 0° 58′ 11″ est |                | |             | Image manquante Téléverser                                           |
| Église Saint-Aignan-et-Saint-Symphorien de Billy                                 | Billy                              |         | 47° 18′ 41″ nord, 1° 32′ 21″ est | « PA00098333 » | Classé MH Nef | 1920        | Église Saint-Aignan-et-Saint-Symphorien de Billy                     |
| Église Saint-Maurice de Binas                                                    | Binas                              |         | 47° 54′ 11″ nord, 1° 27′ 42″ est |                | |             | Image manquante Téléverser                                           |
| Basilique Notre-Dame-de-la-Trinité de Blois                                      | Blois                              |         | 47° 35′ 38″ nord, 1° 20′ 36″ est | « PA00132568 » | Classé MH | 1996        | Basilique Notre-Dame-de-la-Trinité de Blois                          |
| Cathédrale Saint-Louis de Blois                                                  | Blois                              |         | 47° 35′ 18″ nord, 1° 20′ 10″ est | « PA00098336 » | Classé MH | 1906        | Cathédrale Saint-Louis de Blois                                      |
| Collégiale Saint-Sauveur de Blois                                                | Blois                              |         | 47° 35′ 19″ nord, 1° 20′ 09″ est | « IA00141126 » | |             | Collégiale Saint-Sauveur de Blois                                    |
| Église Saint-Nicolas-Saint-Lomer de Blois                                        | Blois                              |         | 47° 35′ 03″ nord, 1° 19′ 53″ est | « PA00098343 » | Classé MH | 1840        | Église Saint-Nicolas-Saint-Lomer de Blois                            |
| Église Saint-Vincent-de-Paul de Blois                                            | Blois                              |         | 47° 35′ 12″ nord, 1° 19′ 47″ est | « PA00098345 » | Classé MH | 1917        | Église Saint-Vincent-de-Paul de Blois                                |
| Église Saint-Saturnin de Blois                                                   | Blois                              |         | 47° 34′ 55″ nord, 1° 20′ 16″ est | « PA00098344 » | Inscrit MH | 1942        | Église Saint-Saturnin de Blois                                       |
| Église Notre-Dame de Bourgmoyen                                                  | Blois                              |         | 47° 34′ 51″ nord, 1° 18′ 45″ est | « PA00098342 » | Inscrit MH Colonnes géminées à chapiteau sculpté du 12e siècle                                                                                  | 1928        | Image manquante Téléverser                                           |
| Église Saint-Joseph de Blois                                                     | Blois                              |         | 47° 35′ 21″ nord, 1° 18′ 49″ est |                | |             | Église Saint-Joseph de Blois                                         |
| Église Saint-Pierre de Blois                                                     | Blois                              |         | 47° 34′ 49″ nord, 1° 18′ 41″ est |                | |             | Image manquante Téléverser                                           |
| Église Saint-Pierre de Boisseau                                                  | Boisseau                           |         | 47° 46′ 21″ nord, 1° 17′ 51″ est |                | |             | Image manquante Téléverser                                           |
| Église Saint-Jean-Baptiste de Bonneveau                                          | Bonneveau                          |         | 47° 48′ 44″ nord, 0° 44′ 59″ est | « PA00098395 » | Inscrit MH | 2008        | Église Saint-Jean-Baptiste de Bonneveau                              |
| Église de la Nativité-de-la-Bienheureuse-Vierge-Marie de Bouffry                 | Bouffry                            |         | 48° 00′ 27″ nord, 1° 05′ 51″ est |                | |             | Image manquante Téléverser                                           |
| Église Saint-Pierre de Boursay                                                   | Boursay                            |         | 48° 01′ 09″ nord, 0° 58′ 10″ est | « PA00098398 » | Inscrit MH Eglise à l'exception de la partie classée ; Classé MH Revers de la façade occidentale supportant des peintures murales du 14e siècle | 1926 ; 1958 | Église Saint-Pierre de Boursay                                       |
| Église Saint-Nicaise de Bracieux                                                 | Bracieux                           |         | 47° 33′ 05″ nord, 1° 32′ 23″ est | « IA00012817 » | |             | Église Saint-Nicaise de Bracieux                                     |
| Église Saint-Claude de Brévainville                                              | Brévainville                       |         | 47° 57′ 29″ nord, 1° 15′ 11″ est | « PA00098400 » | Inscrit MH | 1948        | Église Saint-Claude de Brévainville                                  |
| Église Saint-Médard de Brévainville                                              | Brévainville                       |         | 47° 57′ 11″ nord, 1° 17′ 05″ est |                | |             | Église Saint-Médard de Brévainville                                  |
| Église Sainte-Anne-et-Saint-Pierre de Busloup                                    | Busloup                            |         | 47° 53′ 36″ nord, 1° 07′ 53″ est | « PA00098401 » | Inscrit MH | 1948        | Église Sainte-Anne-et-Saint-Pierre de Busloup                        |
| Église Saint-Bienheuré de Candé-sur-Beuvron                                      | Candé-sur-Beuvron                  |         | 47° 29′ 44″ nord, 1° 15′ 35″ est |                | |             | Église Saint-Bienheuré de Candé-sur-Beuvron                          |
| Église Saint-Mondry de Cellettes                                                 | Cellettes                          |         | 47° 31′ 41″ nord, 1° 23′ 04″ est |                | |             | Image manquante Téléverser                                           |
| Église Notre-Dame de Cellé                                                       | Cellé                              |         | 47° 50′ 07″ nord, 0° 46′ 55″ est |                | |             | Église Notre-Dame de Cellé                                           |
| Église Saint-Martin de Chailles                                                  | Chailles                           |         | 47° 32′ 31″ nord, 1° 18′ 45″ est |                | |             | Église Saint-Martin de Chailles                                      |
| Église Saint-Louis de Chambord                                                   | Chambord                           |         | 47° 36′ 54″ nord, 1° 31′ 00″ est | « IA00012823 » | |             | Église Saint-Louis de Chambord                                       |
| Église Saint-Félix de Champigny-en-Beauce                                        | Champigny-en-Beauce                |         | 47° 42′ 39″ nord, 1° 15′ 21″ est |                | |             | Église Saint-Félix de Champigny-en-Beauce                            |
| Église Saint-Pierre de Chaon                                                     | Chaon                              |         | 47° 36′ 31″ nord, 2° 10′ 33″ est | « IA00012220 » | |             | Église Saint-Pierre de Chaon                                         |
| Église Saint-Nicolas de Chaumont-sur-Loire                                       | Chaumont-sur-Loire                 |         | 47° 28′ 52″ nord, 1° 11′ 12″ est |                | |             | Église Saint-Nicolas de Chaumont-sur-Loire                           |
| Église Saint-Étienne de Chaumont-sur-Tharonne                                    | Chaumont-sur-Tharonne              |         | 47° 36′ 38″ nord, 1° 54′ 16″ est | « PA00098669 » | Inscrit MH | 1992        | Église Saint-Étienne de Chaumont-sur-Tharonne                        |
| Église Notre-Dame de Chauvigny-du-Perche                                         | Chauvigny-du-Perche                |         | 47° 57′ 34″ nord, 1° 04′ 42″ est |                | |             | Image manquante Téléverser                                           |
| Église Saint-Étienne de Cheverny                                                 | Cheverny                           |         | 47° 29′ 58″ nord, 1° 27′ 37″ est | « PA00098414 » | Inscrit MH | 1954        | Église Saint-Étienne de Cheverny                                     |
| Église Saint-Saturnin de Chissay-en-Touraine                                     | Chissay-en-Touraine                |         | 47° 19′ 58″ nord, 1° 07′ 58″ est |                | |             | Église Saint-Saturnin de Chissay-en-Touraine                         |
| Église Saint-Denis de Chitenay                                                   | Chitenay                           |         | 47° 29′ 51″ nord, 1° 22′ 16″ est |                | |             | Église Saint-Denis de Chitenay                                       |
| Église Saint-Clément de Choue                                                    | Choue                              |         | 47° 59′ 53″ nord, 0° 55′ 38″ est | « PA00098418 » | Inscrit MH | 1988        | Église Saint-Clément de Choue                                        |
| Église Saint-Germain de Choussy                                                  | Choussy                            |         | 47° 22′ 21″ nord, 1° 20′ 43″ est |                | |             | Église Saint-Germain de Choussy                                      |
| Église Saint-Hilaire de Châteauvieux                                             | Châteauvieux                       |         | 47° 13′ 54″ nord, 1° 23′ 01″ est | « PA41000067 » | Inscrit MH | 2012        | Église Saint-Hilaire de Châteauvieux                                 |
| Église Saint-Blaise de Châtillon-sur-Cher                                        | Châtillon-sur-Cher                 |         | 47° 16′ 23″ nord, 1° 29′ 42″ est |                | |             | Église Saint-Blaise de Châtillon-sur-Cher                            |
| Église Saint-Martin de Châtres-sur-Cher                                          | Châtres-sur-Cher                   |         | 47° 15′ 52″ nord, 1° 54′ 20″ est | « PA00098408 » | Inscrit MH Clocher et porche | 1948        | Église Saint-Martin de Châtres-sur-Cher                              |
| Église Saint-Guillaume de Chémery                                                | Chémery                            |         | 47° 20′ 41″ nord, 1° 28′ 39″ est |                | |             | Église Saint-Guillaume de Chémery                                    |
| Église Saint-Saturnin de Conan                                                   | Conan                              |         | 47° 44′ 57″ nord, 1° 17′ 13″ est | « PA41000047 » | Inscrit MH | 2007        | Église Saint-Saturnin de Conan                                       |
| Église Saint-Firmin de Concriers                                                 | Concriers                          |         | 47° 46′ 16″ nord, 1° 28′ 26″ est |                | |             | Image manquante Téléverser                                           |
| Église Saint-Pierre de Cormenon                                                  | Cormenon                           |         | 47° 58′ 07″ nord, 0° 53′ 28″ est |                | |             | Image manquante Téléverser                                           |
| Église Notre-Dame de Cormeray                                                    | Cormeray                           |         | 47° 29′ 21″ nord, 1° 24′ 24″ est |                | |             | Église Notre-Dame de Cormeray                                        |
| Église Saint-Christophe de Couddes                                               | Couddes                            |         | 47° 21′ 47″ nord, 1° 24′ 10″ est | « PA00132569 » | Classé MH | 1994        | Église Saint-Christophe de Couddes                                   |
| Église Saint-Martin de Couffy                                                    | Couffy                             |         | 47° 14′ 53″ nord, 1° 26′ 25″ est |                | |             | Église Saint-Martin de Couffy                                        |
| Église Saint-Jean-Baptiste de Coulommiers-la-Tour                                | Coulommiers-la-Tour                |         | 47° 46′ 58″ nord, 1° 08′ 32″ est |                | |             | Église Saint-Jean-Baptiste de Coulommiers-la-Tour                    |
| Église Saint-Aignan de Cour-Cheverny                                             | Cour-Cheverny                      |         | 47° 30′ 32″ nord, 1° 27′ 19″ est |                | |             | Église Saint-Aignan de Cour-Cheverny                                 |
| Église Saint-Vincent-et-Sainte-Radegonde de Cour-sur-Loire                       | Cour-sur-Loire                     |         | 47° 38′ 59″ nord, 1° 25′ 33″ est | « PA00098426 » | Classé MH | 1846        | Église Saint-Vincent-et-Sainte-Radegonde de Cour-sur-Loire           |
| Église Saint-Saturnin de Courbouzon                                              | Courbouzon                         |         | 47° 42′ 58″ nord, 1° 32′ 34″ est |                | |             | Image manquante Téléverser                                           |
| Église Saint-Aignan de Courmemin                                                 | Courmemin                          |         | 47° 28′ 15″ nord, 1° 37′ 38″ est | « IA00012431 » | |             | Image manquante Téléverser                                           |
| Église Notre-Dame d'Arville                                                      | Couëtron-au-Perche                 |         | 48° 03′ 49″ nord, 0° 56′ 54″ est | « PA00098324 » | Inscrit MH | 1954        | Église Notre-Dame d'Arville                                          |
| Église Saint-Pierre de Souday                                                    | Couëtron-au-Perche                 |         | 48° 02′ 12″ nord, 0° 52′ 01″ est | « PA00098607 » | Classé MH Eglise, à l'exception du clocher et du porche                                                                                         | 1912        | Église Saint-Pierre de Souday                                        |
| Église de la Nativité-de-la-Bienheureuse-Vierge-Marie d'Oigny                    | Couëtron-au-Perche                 |         | 48° 03′ 51″ nord, 0° 55′ 27″ est |                | |             | Image manquante Téléverser                                           |
| Église Saint-Agil-et-Saint-Fiacre de Saint-Agil                                  | Couëtron-au-Perche                 |         | 48° 02′ 05″ nord, 0° 55′ 35″ est |                | |             | Église Saint-Agil-et-Saint-Fiacre de Saint-Agil                      |
| Église de l'Assomption-de-la-Bienheureuse-Vierge-Marie de Saint-Avit             | Couëtron-au-Perche                 |         | 48° 05′ 25″ nord, 0° 54′ 56″ est |                | |             | Image manquante Téléverser                                           |
| Église Saint-Martin de Crouy-sur-Cosson                                          | Crouy-sur-Cosson                   |         | 47° 39′ 05″ nord, 1° 36′ 27″ est | « PA41000045 » | Inscrit MH | 2007        | Église Saint-Martin de Crouy-sur-Cosson                              |
| Église Saint-Pierre de Crucheray                                                 | Crucheray                          |         | 47° 43′ 43″ nord, 1° 05′ 16″ est |                | |             | Image manquante Téléverser                                           |
| Église Saint-Martin de Danzé                                                     | Danzé                              |         | 47° 53′ 33″ nord, 1° 01′ 39″ est |                | |             | Image manquante Téléverser                                           |
| Église Saint-Pierre de Dhuizon                                                   | Dhuizon                            |         | 47° 35′ 19″ nord, 1° 39′ 31″ est | « IA00012079 » | |             | Image manquante Téléverser                                           |
| Église Notre-Dame de Boisseleau                                                  | Droué                              |         | 48° 01′ 59″ nord, 1° 04′ 41″ est | « PA00098430 » | Inscrit MH | 1973        | Image manquante Téléverser                                           |
| Église Saint-Nicolas de Bourguérin                                               | Droué                              |         | 48° 02′ 31″ nord, 1° 04′ 34″ est |                | |             | Église Saint-Nicolas de Bourguérin                                   |
| Église Saint-Aubin de Faverolles-sur-Cher                                        | Faverolles-sur-Cher                |         | 47° 19′ 19″ nord, 1° 11′ 03″ est |                | |             | Église Saint-Aubin de Faverolles-sur-Cher                            |
| Église Notre-Dame-d'Aiguevive                                                    | Faverolles-sur-Cher                |         | 47° 17′ 28″ nord, 1° 12′ 44″ est |                | |             | Image manquante Téléverser                                           |
| Église Saint-Brice de Faye                                                       | Faye                               |         | 47° 48′ 14″ nord, 1° 10′ 40″ est |                | |             | Image manquante Téléverser                                           |
| Église Saint-Marc de Fontaine-Raoul                                              | Fontaine-Raoul                     |         | 47° 59′ 27″ nord, 1° 08′ 21″ est |                | |             | Église Saint-Marc de Fontaine-Raoul                                  |
| Église Saint-Pierre de Fontaine-les-Coteaux                                      | Fontaine-les-Coteaux               |         | 47° 47′ 55″ nord, 0° 49′ 37″ est |                | |             | Image manquante Téléverser                                           |
| Église Notre-Dame de Fontaines-en-Sologne                                        | Fontaines-en-Sologne               |         | 47° 30′ 33″ nord, 1° 33′ 00″ est | « PA00098438 » | Classé MH | 1910        | Église Notre-Dame de Fontaines-en-Sologne                            |
| Église Saint-Calais de Fortan                                                    | Fortan                             |         | 47° 50′ 41″ nord, 0° 54′ 56″ est |                | |             | Image manquante Téléverser                                           |
| Église Saint-Sébastien de Fossé                                                  | Fossé                              |         | 47° 38′ 00″ nord, 1° 17′ 07″ est |                | |             | Image manquante Téléverser                                           |
| Église Notre-Dame de Françay                                                     | Françay                            |         | 47° 37′ 06″ nord, 1° 07′ 35″ est | « PA41000048 » | Inscrit MH | 2007        | Église Notre-Dame de Françay                                         |
| Église Saint-Hilaire de Fresnes                                                  | Fresnes                            |         | 47° 26′ 00″ nord, 1° 24′ 42″ est |                | |             | Église Saint-Hilaire de Fresnes                                      |
| Église Saint-Nicolas de Fréteval                                                 | Fréteval                           |         | 47° 53′ 19″ nord, 1° 12′ 39″ est |                | |             | Église Saint-Nicolas de Fréteval                                     |
| Église Saint-Pierre-et-Saint-Paul de Gièvres                                     | Gièvres                            |         | 47° 16′ 30″ nord, 1° 40′ 20″ est | « IA00012569 » | |             | Image manquante Téléverser                                           |
| Église de Villedieu                                                              | Gièvres                            |         | 47° 16′ 34″ nord, 1° 38′ 31″ est | « IA00012576 » | |             | Image manquante Téléverser                                           |
| Église Saint-Georges de Gombergean                                               | Gombergean                         |         | 47° 39′ 02″ nord, 1° 05′ 02″ est |                | |             | Image manquante Téléverser                                           |
| Église Saint-Martin de Gy-en-Sologne                                             | Gy-en-Sologne                      |         | 47° 20′ 41″ nord, 1° 35′ 02″ est | « IA00012582 » | |             | Image manquante Téléverser                                           |
| Église Saint-Martin d'Herbault                                                   | Herbault                           |         | 47° 36′ 22″ nord, 1° 08′ 34″ est |                | |             | Église Saint-Martin d'Herbault                                       |
| Église Saint-Jacques d'Houssay                                                   | Houssay                            |         | 47° 45′ 12″ nord, 0° 56′ 16″ est |                | |             | Église Saint-Jacques d'Houssay                                       |
| Église Notre-Dame de Huisseau-en-Beauce                                          | Huisseau-en-Beauce                 |         | 47° 43′ 24″ nord, 1° 00′ 34″ est | « PA41000049 » | Inscrit MH | 2007        | Église Notre-Dame de Huisseau-en-Beauce                              |
| Église Saint-Étienne d'Huisseau-sur-Cosson                                       | Huisseau-sur-Cosson                |         | 47° 35′ 35″ nord, 1° 27′ 16″ est | « IA00012865 » | |             | Église Saint-Étienne d'Huisseau-sur-Cosson                           |
| Église Saint-Médard de Josnes                                                    | Josnes                             |         | 47° 47′ 50″ nord, 1° 31′ 31″ est |                | |             | Église Saint-Médard de Josnes                                        |
| Église Saint-Sulpice de La Chapelle-Enchérie                                     | La Chapelle-Enchérie               |         | 47° 49′ 26″ nord, 1° 12′ 16″ est |                | |             | Image manquante Téléverser                                           |
| Église Saint-Apollinaire de La Chapelle-Montmartin                               | La Chapelle-Montmartin             |         | 47° 16′ 13″ nord, 1° 44′ 20″ est | « IA00012720 » | |             | Image manquante Téléverser                                           |
| Église Saint-Martin de La Chapelle-Saint-Martin-en-Plaine                        | La Chapelle-Saint-Martin-en-Plaine |         | 47° 43′ 01″ nord, 1° 25′ 00″ est |                | |             | Église Saint-Martin de La Chapelle-Saint-Martin-en-Plaine            |
| Église de l'Assomption-de-la-Bienheureuse-Vierge-Marie de La Chapelle-Vendômoise | La Chapelle-Vendômoise             |         | 47° 40′ 16″ nord, 1° 14′ 18″ est |                | |             | Image manquante Téléverser                                           |
| Église Saint-Michel de La Chapelle-Vicomtesse                                    | La Chapelle-Vicomtesse             |         | 47° 59′ 26″ nord, 1° 02′ 11″ est |                | |             | Image manquante Téléverser                                           |
| Église Saint-Victor de La Chaussée-Saint-Victor                                  | La Chaussée-Saint-Victor           |         | 47° 36′ 55″ nord, 1° 22′ 08″ est |                | |             | Église Saint-Victor de La Chaussée-Saint-Victor                      |
| Église Saint-Barthélemy de La Ferté-Beauharnais                                  | La Ferté-Beauharnais               |         | 47° 32′ 37″ nord, 1° 50′ 51″ est |                | |             | Église Saint-Barthélemy de La Ferté-Beauharnais                      |
| Église Saint-Taurin de La Ferté-Imbault                                          | La Ferté-Imbault                   |         | 47° 23′ 10″ nord, 1° 57′ 32″ est | « IA00011923 » | |             | Église Saint-Taurin de La Ferté-Imbault                              |
| Église Saint-Sulpice de La Ferté-Saint-Cyr                                       | La Ferté-Saint-Cyr                 |         | 47° 39′ 22″ nord, 1° 40′ 25″ est | « IA00012117 » | |             | Église Saint-Sulpice de La Ferté-Saint-Cyr                           |
| Église Saint-Loup-Saint-Gilles de La Fontenelle                                  | La Fontenelle                      |         | 48° 03′ 40″ nord, 1° 01′ 29″ est | « PA00098443 » | Inscrit MH | 1971        | Église Saint-Loup-Saint-Gilles de La Fontenelle                      |
| Église Sainte-Madeleine de La Madeleine-Villefrouin                              | La Madeleine-Villefrouin           |         | 47° 46′ 24″ nord, 1° 23′ 43″ est |                | |             | Église Sainte-Madeleine de La Madeleine-Villefrouin                  |
| Église Saint-Pierre de La Marolle-en-Sologne                                     | La Marolle-en-Sologne              |         | 47° 35′ 04″ nord, 1° 46′ 47″ est | « IA00012148 » | |             | Église Saint-Pierre de La Marolle-en-Sologne                         |
| Église Saint-Barthélemy de La Ville-aux-Clercs                                   | La Ville-aux-Clercs                |         | 47° 52′ 16″ nord, 1° 04′ 03″ est |                | |             | Église Saint-Barthélemy de La Ville-aux-Clercs                       |
| Église Sainte-Anne de Lamotte-Beuvron                                            | Lamotte-Beuvron                    |         | 47° 36′ 10″ nord, 2° 01′ 32″ est | « IA00012274 » | |             | Église Sainte-Anne de Lamotte-Beuvron                                |
| Église Saint-Martin de Lancé                                                     | Lancé                              |         | 47° 41′ 34″ nord, 1° 03′ 59″ est | « PA00098456 » | Inscrit MH Abside et chœur | 1927        | Église Saint-Martin de Lancé                                         |
| Église Saint-Pierre de Lancôme                                                   | Lancôme                            |         | 47° 38′ 56″ nord, 1° 07′ 26″ est | « PA00098662 » | Classé MH | 1990        | Église Saint-Pierre de Lancôme                                       |
| Église Saint-Lubin de Landes-le-Gaulois                                          | Landes-le-Gaulois                  |         | 47° 39′ 10″ nord, 1° 10′ 57″ est | « PA00125369 » | Inscrit MH | 1993        | Église Saint-Lubin de Landes-le-Gaulois                              |
| Église Saint-Sulpice de Langon                                                   | Langon-sur-Cher                    |         | 47° 17′ 03″ nord, 1° 49′ 34″ est | « IA00012735 » | |             | Église Saint-Sulpice de Langon                                       |
| Église Saint-Hilaire de Lassay-sur-Croisne                                       | Lassay-sur-Croisne                 |         | 47° 22′ 27″ nord, 1° 37′ 25″ est | « PA00098460 » | Classé MH | 1862        | Image manquante Téléverser                                           |
| Église Saint-Genest de Lavardin                                                  | Lavardin                           |         | 47° 44′ 29″ nord, 0° 53′ 09″ est | « PA00098462 » | Classé MH | 1862        | Église Saint-Genest de Lavardin                                      |
| Église de la Chaire-de-Saint-Pierre de Feings                                    | Le Controis-en-Sologne             |         | 47° 26′ 15″ nord, 1° 21′ 09″ est |                | |             | Église de la Chaire-de-Saint-Pierre de Feings                        |
| Église Saint-Cyr-et-Sainte-Julitte de Contres                                    | Le Controis-en-Sologne             |         | 47° 25′ 59″ nord, 1° 24′ 42″ est |                | |             | Église Saint-Cyr-et-Sainte-Julitte de Contres                        |
| Église Saint-Éloi de Fougères-sur-Bièvre                                         | Le Controis-en-Sologne             |         | 47° 26′ 50″ nord, 1° 20′ 38″ est |                | |             | Église Saint-Éloi de Fougères-sur-Bièvre                             |
| Église Saint-Pierre d'Ouchamps                                                   | Le Controis-en-Sologne             |         | 47° 28′ 20″ nord, 1° 18′ 34″ est |                | |             | Église Saint-Pierre d'Ouchamps                                       |
| Église Notre-Dame de Thenay                                                      | Le Controis-en-Sologne             |         | 47° 23′ 15″ nord, 1° 17′ 17″ est |                | |             | Église Notre-Dame de Thenay                                          |
| Église Sainte-Anne du Gault-du-Perche                                            | Le Gault-du-Perche                 |         | 48° 05′ 39″ nord, 0° 58′ 42″ est |                | |             | Église Sainte-Anne du Gault-du-Perche                                |
| Église Saint-Jean-Baptiste du Plessis-Dorin                                      | Le Plessis-Dorin                   |         | 48° 05′ 23″ nord, 0° 51′ 47″ est |                | |             | Église Saint-Jean-Baptiste du Plessis-Dorin                          |
| Église Saint-Pérégrin du Poislay                                                 | Le Poislay                         |         | 48° 04′ 02″ nord, 1° 03′ 56″ est |                | |             | Église Saint-Pérégrin du Poislay                                     |
| Église de la Nativité-de-la-Bienheureuse-Vierge-Marie du Temple                  | Le Temple                          |         | 47° 55′ 57″ nord, 0° 55′ 55″ est |                | |             | Église de la Nativité-de-la-Bienheureuse-Vierge-Marie du Temple      |
| Église Saint-Georges des Essarts                                                 | Les Essarts                        |         | 47° 44′ 02″ nord, 0° 43′ 15″ est |                | |             | Image manquante Téléverser                                           |
| Église Saint-Léonard des Hayes                                                   | Les Hayes                          |         | 47° 43′ 03″ nord, 0° 46′ 37″ est |                | |             | Église Saint-Léonard des Hayes                                       |
| Église Sainte-Madeleine des Montils                                              | Les Montils                        |         | 47° 29′ 40″ nord, 1° 17′ 40″ est |                | |             | Image manquante Téléverser                                           |
| Église Saint-Almire des Roches-l'Évêque                                          | Les Roches-l'Évêque                |         | 47° 46′ 33″ nord, 0° 53′ 27″ est | « PA00098551 » | Inscrit MH | 1971        | Église Saint-Almire des Roches-l'Évêque                              |
| Église Saint-Sulpice de Lestiou                                                  | Lestiou                            |         | 47° 44′ 06″ nord, 1° 35′ 24″ est |                | |             | Image manquante Téléverser                                           |
| Église Saint-Aignan de Lignières                                                 | Lignières                          |         | 47° 51′ 55″ nord, 1° 11′ 03″ est |                | |             | Image manquante Téléverser                                           |
| Église Saint-Jacques de Lisle                                                    | Lisle                              |         | 47° 51′ 08″ nord, 1° 06′ 56″ est |                | |             | Image manquante Téléverser                                           |
| Église Saint-Lorian de Loreux                                                    | Loreux                             |         | 47° 23′ 55″ nord, 1° 49′ 55″ est | « IA00012440 » | |             | Église Saint-Lorian de Loreux                                        |
| Église Saint-Martin de Lorges                                                    | Lorges                             |         | 47° 49′ 24″ nord, 1° 29′ 52″ est | « PA00098467 » | Classé MH | 1906        | Image manquante Téléverser                                           |
| Église Saint-Martin de Lunay                                                     | Lunay                              |         | 47° 48′ 32″ nord, 0° 54′ 54″ est | « PA00098468 » | Inscrit MH | 1925        | Église Saint-Martin de Lunay                                         |
| Église Saint-Aignan de Maray                                                     | Maray                              |         | 47° 14′ 50″ nord, 1° 53′ 05″ est | « IA00012742 » | |             | Église Saint-Aignan de Maray                                         |
| Église Notre-Dame de Marchenoir                                                  | Marchenoir                         |         | 47° 49′ 23″ nord, 1° 23′ 48″ est | « PA00098469 » | Inscrit MH | 1946        | Église Notre-Dame de Marchenoir                                      |
| Église Saint-Pierre de Marcilly-en-Beauce                                        | Marcilly-en-Beauce                 |         | 47° 45′ 46″ nord, 1° 00′ 09″ est |                | |             | Église Saint-Pierre de Marcilly-en-Beauce                            |
| Église Saint-Martin de Marcilly-en-Gault                                         | Marcilly-en-Gault                  |         | 47° 27′ 58″ nord, 1° 52′ 23″ est | « IA00011937 » | |             | Église Saint-Martin de Marcilly-en-Gault                             |
| Église Saint-Martin de Mareuil-sur-Cher                                          | Mareuil-sur-Cher                   |         | 47° 17′ 36″ nord, 1° 19′ 45″ est |                | |             | Église Saint-Martin de Mareuil-sur-Cher                              |
| Église Notre-Dame de Marolles                                                    | Marolles                           |         | 47° 38′ 55″ nord, 1° 18′ 24″ est |                | |             | Image manquante Téléverser                                           |
| Église Saint-Dié de Maves                                                        | Maves                              |         | 47° 44′ 34″ nord, 1° 21′ 53″ est |                | |             | Église Saint-Dié de Maves                                            |
| Église Saint-Lubin de Mazangé                                                    | Mazangé                            |         | 47° 49′ 23″ nord, 0° 56′ 48″ est | « PA00098473 » | Classé MH | 1948        | Église Saint-Lubin de Mazangé                                        |
| Église Saint-Jean-Baptiste de Menars                                             | Menars                             |         | 47° 38′ 27″ nord, 1° 24′ 35″ est |                | |             | Image manquante Téléverser                                           |
| Église Saint-Urbain de Mennetou-sur-Cher                                         | Mennetou-sur-Cher                  |         | 47° 16′ 09″ nord, 1° 52′ 00″ est | « PA00098478 » | Classé MH Le chœur et la travée de la nef qui le précède ; Inscrit MH La nef, le bas-côté nord et le clocher                                    | 1920 ; 2013 | Église Saint-Urbain de Mennetou-sur-Cher                             |
| Église Saint-Hilaire de Mer                                                      | Mer                                |         | 47° 42′ 01″ nord, 1° 30′ 29″ est | « PA00098486 » | Classé MH Tour ; Inscrit MH Eglise, à l'exception du clocher classé                                                                             | 1912 ; 1955 | Église Saint-Hilaire de Mer                                          |
| Église Saint-Aignan d'Herbilly                                                   | Mer                                |         | 47° 42′ 33″ nord, 1° 32′ 18″ est | « PA00098485 » | Inscrit MH | 1946        | Église Saint-Aignan d'Herbilly                                       |
| Église Saint-Hubert de Villaugon                                                 | Mer                                |         | 47° 44′ 05″ nord, 1° 28′ 12″ est |                | |             | Image manquante Téléverser                                           |
| Église de l'Assomption-de-la-Sainte-Vierge d'Aulnay                              | Mer                                |         | 47° 42′ 53″ nord, 1° 29′ 49″ est |                | |             | Image manquante Téléverser                                           |
| Église Notre-Dame de Mesland                                                     | Mesland                            |         | 47° 30′ 37″ nord, 1° 07′ 22″ est | « PA00098488 » | Classé MH Portail | 1946        | Église Notre-Dame de Mesland                                         |
| Église Saint-Calais de Meslay                                                    | Meslay                             |         | 47° 48′ 43″ nord, 1° 05′ 51″ est |                | |             | Église Saint-Calais de Meslay                                        |
| Église Saint-Pierre de Meusnes                                                   | Meusnes                            |         | 47° 14′ 59″ nord, 1° 29′ 49″ est | « PA00098490 » | Classé MH | 1959        | Église Saint-Pierre de Meusnes                                       |
| Église Saint-Aignan de Millançay                                                 | Millançay                          |         | 47° 26′ 52″ nord, 1° 46′ 16″ est | « IA00012453 » | |             | Église Saint-Aignan de Millançay                                     |
| Ancienne église Saint-Aignan de Millançay                                        | Millançay                          |         | 47° 26′ 56″ nord, 1° 46′ 09″ est | « IA00012452 » | |             | Image manquante Téléverser                                           |
| Église de la Madeleine de Moisy                                                  | Moisy                              |         | 47° 54′ 54″ nord, 1° 18′ 58″ est | « PA41000056 » | Inscrit MH | 2008        | Église de la Madeleine de Moisy                                      |
| Église Saint-Denis de Mondoubleau                                                | Mondoubleau                        |         | 47° 58′ 51″ nord, 0° 53′ 40″ est |                | |             | Église Saint-Denis de Mondoubleau                                    |
| Église Saint-Martin de Mont-près-Chambord                                        | Mont-près-Chambord                 |         | 47° 33′ 46″ nord, 1° 27′ 10″ est | « IA00012890 » | |             | Image manquante Téléverser                                           |
| Église Saint-Pierre-Saint-Paul de Monteaux                                       | Monteaux                           |         | 47° 29′ 11″ nord, 1° 06′ 44″ est |                | |             | Église Saint-Pierre-Saint-Paul de Monteaux                           |
| Église Saint-Martin de Monthou-sur-Bièvre                                        | Monthou-sur-Bièvre                 |         | 47° 28′ 34″ nord, 1° 17′ 48″ est |                | |             | Église Saint-Martin de Monthou-sur-Bièvre                            |
| Église Saint-Cyr de Monthou-sur-Cher                                             | Monthou-sur-Cher                   |         | 47° 20′ 48″ nord, 1° 17′ 39″ est | « PA00098500 » | Inscrit MH | 1926        | Église Saint-Cyr de Monthou-sur-Cher                                 |
| Église Saint-Pierre de Montlivault                                               | Montlivault                        |         | 47° 38′ 29″ nord, 1° 26′ 42″ est | « PA00098504 » | Inscrit MH Le clocher et le portail ; Inscrit MH L'église en totalité                                                                           | 1948 ; 2010 | Église Saint-Pierre de Montlivault                                   |
| Église Saint-Laurent de Montoire-sur-le-Loir                                     | Montoire-sur-le-Loir               |         | 47° 45′ 13″ nord, 0° 51′ 45″ est |                | |             | Église Saint-Laurent de Montoire-sur-le-Loir                         |
| Église Saint-Oustrille de Saint-Oustrille                                        | Montoire-sur-le-Loir               |         | 47° 45′ 00″ nord, 0° 51′ 29″ est | « PA41000074 » | Inscrit MH | 2020        | Image manquante Téléverser                                           |
| Église Saint-Quentin de Saint-Quentin-lès-Troo                                   | Montoire-sur-le-Loir               |         | 47° 46′ 20″ nord, 0° 49′ 26″ est |                | |             | Image manquante Téléverser                                           |
| Église Saint-Germain de Bourré                                                   | Montrichard Val de Cher            |         | 47° 20′ 46″ nord, 1° 13′ 11″ est | « PA00098396 » | Inscrit MH | 1971        | Image manquante Téléverser                                           |
| Église Notre-Dame-de-Nanteuil de Montrichard                                     | Montrichard Val de Cher            |         | 47° 20′ 36″ nord, 1° 10′ 31″ est | « PA00098514 » | Classé MH | 1846        | Église Notre-Dame-de-Nanteuil de Montrichard                         |
| Église de l'Exaltation-de-la-Sainte-Croix de Montrichard Val de Cher             | Montrichard Val de Cher            |         | 47° 20′ 35″ nord, 1° 11′ 10″ est |                | |             | Église de l'Exaltation-de-la-Sainte-Croix de Montrichard Val de Cher |
| Église Saint-Gilles de Montrieux-en-Sologne                                      | Montrieux-en-Sologne               |         | 47° 33′ 15″ nord, 1° 43′ 33″ est |                | |             | Image manquante Téléverser                                           |
| Église Saint-Blaise de Montrouveau                                               | Montrouveau                        |         | 47° 42′ 52″ nord, 0° 43′ 39″ est |                | |             | Image manquante Téléverser                                           |
| Église de l'Assomption-de-la-Bienheureuse-Vierge-Marie de Morée                  | Morée                              |         | 47° 54′ 11″ nord, 1° 14′ 14″ est |                | |             | Image manquante Téléverser                                           |
| Église Saint-Lubin de Muides-sur-Loire                                           | Muides-sur-Loire                   |         | 47° 40′ 12″ nord, 1° 31′ 51″ est | « IA00012906 » | |             | Église Saint-Lubin de Muides-sur-Loire                               |
| Église Notre-Dame de Mulsans                                                     | Mulsans                            |         | 47° 41′ 45″ nord, 1° 23′ 08″ est | « PA41000015 » | Inscrit MH | 1926        | Église Notre-Dame de Mulsans                                         |
| Église Saint-Pierre de Mur-de-Sologne                                            | Mur-de-Sologne                     |         | 47° 24′ 42″ nord, 1° 36′ 31″ est | « PA00098524 » | Inscrit MH | 1926        | Église Saint-Pierre de Mur-de-Sologne                                |
| Église Saint-Clair de Méhers                                                     | Méhers                             |         | 47° 19′ 37″ nord, 1° 27′ 21″ est |                | |             | Église Saint-Clair de Méhers                                         |
| Église Saint-Gervais-et-Saint-Protais de Naveil                                  | Naveil                             |         | 47° 47′ 39″ nord, 1° 01′ 47″ est | « PA00098526 » | Classé MH Lambris en bois décorés de peintures du 16e siècle ornant le chœur ; Inscrit MH Chœur                                                 | 1958 ; 1963 | Église Saint-Gervais-et-Saint-Protais de Naveil                      |
| Église Saint-Denis de Neung-sur-Beuvron                                          | Neung-sur-Beuvron                  |         | 47° 32′ 03″ nord, 1° 48′ 22″ est | « IA00012174 » | |             | Église Saint-Denis de Neung-sur-Beuvron                              |
| Église Saint-Pierre-Saint-Paul-et-Saint-Saturnin de Neuvy                        | Neuvy                              |         | 47° 33′ 31″ nord, 1° 35′ 40″ est | « IA00012912 » | |             | Église Saint-Pierre-Saint-Paul-et-Saint-Saturnin de Neuvy            |
| Église Saint-Martin de Nouan-le-Fuzelier                                         | Nouan-le-Fuzelier                  |         | 47° 32′ 09″ nord, 2° 02′ 11″ est | « PA00098531 » | Inscrit MH | 1929        | Église Saint-Martin de Nouan-le-Fuzelier                             |
| Église de la communauté des Béatitudes de Burtin                                 | Nouan-le-Fuzelier                  |         | 47° 32′ 54″ nord, 1° 59′ 43″ est |                | |             | Image manquante Téléverser                                           |
| Église Notre-Dame de Nourray                                                     | Nourray                            |         | 47° 43′ 03″ nord, 1° 03′ 31″ est | « PA00098534 » | Classé MH | 1862        | Église Notre-Dame de Nourray                                         |
| Église Saint-Sylvain de Noyers-sur-Cher                                          | Noyers-sur-Cher                    |         | 47° 16′ 32″ nord, 1° 24′ 05″ est | « PA00098537 » | Classé MH | 1913        | Image manquante Téléverser                                           |
| Église Saint-Hippolyte d'Oisly                                                   | Oisly                              |         | 47° 23′ 23″ nord, 1° 22′ 41″ est |                | |             | Image manquante Téléverser                                           |
| Église Saint-Ursain d'Orçay                                                      | Orçay                              |         | 47° 17′ 27″ nord, 2° 06′ 43″ est |                | |             | Image manquante Téléverser                                           |
| Église Notre-Dame de Beauvilliers                                                | Oucques La Nouvelle                |         | 47° 50′ 17″ nord, 1° 15′ 20″ est |                | |             | Image manquante Téléverser                                           |
| Église Sainte-Gemme de Sainte-Gemmes                                             | Oucques La Nouvelle                |         | 47° 47′ 34″ nord, 1° 16′ 09″ est |                | |             | Image manquante Téléverser                                           |
| Église Saint-Jacques d'Oucques                                                   | Oucques La Nouvelle                |         | 47° 49′ 19″ nord, 1° 17′ 46″ est |                | |             | Église Saint-Jacques d'Oucques                                       |
| Église Saint-Sylvain de Baigneaux                                                | Oucques La Nouvelle                |         | 47° 46′ 58″ nord, 1° 15′ 10″ est |                | |             | Image manquante Téléverser                                           |
| Église Sainte-Anne d'Ouzouer-le-Doyen                                            | Oucques La Nouvelle                |         | 47° 56′ 30″ nord, 1° 20′ 30″ est |                | |             | Église Sainte-Anne d'Ouzouer-le-Doyen                                |
| Église Saint-Pierre de Pezou                                                     | Pezou                              |         | 47° 51′ 58″ nord, 1° 08′ 30″ est | « PA00098542 » | Inscrit MH | 1926        | Église Saint-Pierre de Pezou                                         |
| Église Saint-Étienne de Pierrefitte-sur-Sauldre                                  | Pierrefitte-sur-Sauldre            |         | 47° 30′ 46″ nord, 2° 09′ 06″ est | « IA00011956 » | |             | Église Saint-Étienne de Pierrefitte-sur-Sauldre                      |
| Église Saint-Pierre de Pontlevoy                                                 | Pontlevoy                          |         | 47° 23′ 20″ nord, 1° 15′ 19″ est | « PA00098545 » | Inscrit MH Chœur, absidioles, transept et clocher à l'exclusion de la flèche moderne                                                            | 1962        | Église Saint-Pierre de Pontlevoy                                     |
| Abbatiale Notre-Dame de Pontlevoy                                                | Pontlevoy                          |         | 47° 23′ 24″ nord, 1° 15′ 25″ est |                | |             | Abbatiale Notre-Dame de Pontlevoy                                    |
| Église Saint-Saturnin de Pouillé                                                 | Pouillé                            |         | 47° 19′ 03″ nord, 1° 17′ 21″ est | « PA00098546 » | Inscrit MH | 1951        | Image manquante Téléverser                                           |
| Église Saint-Pierre de Pray                                                      | Pray                               |         | 47° 40′ 38″ nord, 1° 07′ 00″ est | « PA41000050 » | Inscrit MH | 2007        | Église Saint-Pierre de Pray                                          |
| Église Saint-Jean-Baptiste de Prunay-Cassereau                                   | Prunay-Cassereau                   |         | 47° 41′ 44″ nord, 0° 55′ 24″ est | « PA41000060 » | Inscrit MH | 2009        | Église Saint-Jean-Baptiste de Prunay-Cassereau                       |
| Église Saint-Jean-Baptiste de Pruniers-en-Sologne                                | Pruniers-en-Sologne                |         | 47° 19′ 19″ nord, 1° 40′ 17″ est | « IA00012467 » | |             | Image manquante Téléverser                                           |
| Église Saint-Lubin de Périgny                                                    | Périgny                            |         | 47° 44′ 26″ nord, 1° 09′ 03″ est |                | |             | Image manquante Téléverser                                           |
| Église Saint-Raymond de Rahart                                                   | Rahart                             |         | 47° 52′ 13″ nord, 1° 04′ 06″ est |                | |             | Image manquante Téléverser                                           |
| Église Saint-Gilles de Renay                                                     | Renay                              |         | 47° 50′ 33″ nord, 1° 09′ 58″ est |                | |             | Image manquante Téléverser                                           |
| Église Saint-Cloud de Rhodon                                                     | Rhodon                             |         | 47° 45′ 09″ nord, 1° 16′ 05″ est | « PA00098549 » | Classé MH | 1930        | Église Saint-Cloud de Rhodon                                         |
| Église Sainte-Eugénie de Rilly-sur-Loire                                         | Rilly-sur-Loire                    |         | 47° 28′ 01″ nord, 1° 08′ 14″ est |                | |             | Église Sainte-Eugénie de Rilly-sur-Loire                             |
| Église Saint-Étienne de Roches                                                   | Roches                             |         | 47° 47′ 45″ nord, 1° 27′ 01″ est |                | |             | Image manquante Téléverser                                           |
| Église Saint-Pierre de Rocé                                                      | Rocé                               |         | 47° 48′ 27″ nord, 1° 08′ 48″ est |                | |             | Image manquante Téléverser                                           |
| Église Notre-Dame de Romilly                                                     | Romilly                            |         | 47° 56′ 58″ nord, 1° 02′ 20″ est |                | |             | Image manquante Téléverser                                           |
| Église Saint-Pierre de Monthault                                                 | Romorantin-Lanthenay               |         | 47° 24′ 41″ nord, 1° 43′ 43″ est | « PA00098458 » | Inscrit MH | 1936        | Image manquante Téléverser                                           |
| Église Saint-Étienne de Romorantin-Lanthenay                                     | Romorantin-Lanthenay               |         | 47° 21′ 24″ nord, 1° 44′ 40″ est | « PA00098552 » | Classé MH Le clocher et le chœur ; Inscrit MH La nef, en totalité, avec ses deux bas-côtés                                                      | 1911 ; 2007 | Église Saint-Étienne de Romorantin-Lanthenay                         |
| Église Saint-Aignan de Lanthenay                                                 | Romorantin-Lanthenay               |         | 47° 23′ 00″ nord, 1° 44′ 08″ est |                | |             | Image manquante Téléverser                                           |
| Église Saint-Jean-Baptiste de Rougeou                                            | Rougeou                            |         | 47° 21′ 46″ nord, 1° 32′ 08″ est | « PA00098560 » | Classé MH Chœur ; Inscrit MH Nef | 1986 ; 1986 | Église Saint-Jean-Baptiste de Rougeou                                |
| Église Saint-Laurent de Ruan-sur-Egvonne                                         | Ruan-sur-Egvonne                   |         | 48° 00′ 47″ nord, 1° 08′ 41″ est |                | |             | Église Saint-Laurent de Ruan-sur-Egvonne                             |
| Collégiale Saint-Aignan de Saint-Aignan                                          | Saint-Aignan                       |         | 47° 16′ 09″ nord, 1° 22′ 33″ est | « PA00098564 » | Classé MH | 1862        | Collégiale Saint-Aignan de Saint-Aignan                              |
| Église Saint-Pierre de Longpré                                                   | Saint-Amand-Longpré                |         | 47° 39′ 48″ nord, 0° 57′ 15″ est | « PA41000051 » | Inscrit MH | 2007        | Église Saint-Pierre de Longpré                                       |
| Église Saint-Amand de Saint-Amand-Longpré                                        | Saint-Amand-Longpré                |         | 47° 41′ 20″ nord, 1° 01′ 03″ est |                | |             | Église Saint-Amand de Saint-Amand-Longpré                            |
| Église Saint-Arnoult de Saint-Arnoult (Loir-et-Cher)                             | Saint-Arnoult                      |         | 47° 42′ 29″ nord, 0° 52′ 25″ est |                | |             | Image manquante Téléverser                                           |
| Église Saint-Bohaire de Saint-Bohaire                                            | Saint-Bohaire                      |         | 47° 38′ 46″ nord, 1° 15′ 53″ est | « PA00098573 » | Classé MH | 1995        | Église Saint-Bohaire de Saint-Bohaire                                |
| Église Saint-Claude de Saint-Claude-de-Diray                                     | Saint-Claude-de-Diray              |         | 47° 36′ 55″ nord, 1° 24′ 54″ est |                | |             | Église Saint-Claude de Saint-Claude-de-Diray                         |
| Église Saint-Cyr-et-Sainte-Julitte de Saint-Cyr-du-Gault                         | Saint-Cyr-du-Gault                 |         | 47° 37′ 15″ nord, 1° 01′ 46″ est |                | |             | Église Saint-Cyr-et-Sainte-Julitte de Saint-Cyr-du-Gault             |
| Église Saint-Denis de Saint-Denis-sur-Loire                                      | Saint-Denis-sur-Loire              |         | 47° 37′ 30″ nord, 1° 23′ 15″ est |                | |             | Image manquante Téléverser                                           |
| Église Saint-Dyé de Saint-Dyé-sur-Loire                                          | Saint-Dyé-sur-Loire                |         | 47° 39′ 23″ nord, 1° 29′ 16″ est | « PA00098575 » | Classé MH | 1931        | Église Saint-Dyé de Saint-Dyé-sur-Loire                              |
| Église Saint-Firmin de Saint-Firmin-des-Prés                                     | Saint-Firmin-des-Prés              |         | 47° 50′ 34″ nord, 1° 06′ 47″ est | « PA00132757 » | Inscrit MH | 1994        | Image manquante Téléverser                                           |
| Église Saint-Georges de Saint-Georges-sur-Cher                                   | Saint-Georges-sur-Cher             |         | 47° 19′ 32″ nord, 1° 07′ 30″ est | « PA00098577 » | Inscrit MH | 1926        | Église Saint-Georges de Saint-Georges-sur-Cher                       |
| Église Saint-Gervais de Saint-Gervais-la-Forêt                                   | Saint-Gervais-la-Forêt             |         | 47° 34′ 14″ nord, 1° 21′ 20″ est |                | |             | Église Saint-Gervais de Saint-Gervais-la-Forêt                       |
| Église Saint-Gourgon de Saint-Gourgon                                            | Saint-Gourgon                      |         | 47° 39′ 40″ nord, 1° 01′ 04″ est |                | |             | Église Saint-Gourgon de Saint-Gourgon                                |
| Église Saint-Hilaire de Saint-Hilaire-la-Gravelle                                | Saint-Hilaire-la-Gravelle          |         | 47° 55′ 29″ nord, 1° 12′ 28″ est |                | |             | Église Saint-Hilaire de Saint-Hilaire-la-Gravelle                    |
| Église Saint-Jacques de Saint-Jacques-des-Guérets                                | Saint-Jacques-des-Guérets          |         | 47° 46′ 27″ nord, 0° 47′ 42″ est | « PA00098582 » | Classé MH | 1955        | Église Saint-Jacques de Saint-Jacques-des-Guérets                    |
| Église Saint-Jean-Baptiste de Saint-Jean-Froidmentel                             | Saint-Jean-Froidmentel             |         | 47° 57′ 23″ nord, 1° 14′ 27″ est |                | |             | Église Saint-Jean-Baptiste de Saint-Jean-Froidmentel                 |
| Église Saint-Julien de Saint-Julien-de-Chédon                                    | Saint-Julien-de-Chédon             |         | 47° 18′ 59″ nord, 1° 12′ 50″ est |                | |             | Image manquante Téléverser                                           |
| Église Saint-Julien de Saint-Julien-sur-Cher                                     | Saint-Julien-sur-Cher              |         | 47° 16′ 57″ nord, 1° 46′ 40″ est | « IA00012769 » | |             | Image manquante Téléverser                                           |
| Église Saint-Aignan de Nouan-sur-Loire                                           | Saint-Laurent-Nouan                |         | 47° 41′ 09″ nord, 1° 33′ 36″ est | « IA00012982 » | |             | Église Saint-Aignan de Nouan-sur-Loire                               |
| Église Saint-Laurent de Saint-Laurent-Nouan                                      | Saint-Laurent-Nouan                |         | 47° 43′ 07″ nord, 1° 36′ 45″ est | « IA00012965 » | |             | Église Saint-Laurent de Saint-Laurent-Nouan                          |
| Église Saint-Laurent de Saint-Laurent-des-Bois                                   | Saint-Laurent-des-Bois             |         | 47° 51′ 06″ nord, 1° 26′ 53″ est |                | |             | Image manquante Téléverser                                           |
| Église Saint-Loup de Saint-Loup (Loir-et-Cher)                                   | Saint-Loup                         |         | 47° 15′ 58″ nord, 1° 50′ 21″ est | « PA00098584 » | Classé MH | 1906        | Église Saint-Loup de Saint-Loup (Loir-et-Cher)                       |
| Église Saint-Lubin de Saint-Lubin-en-Vergonnois                                  | Saint-Lubin-en-Vergonnois          |         | 47° 36′ 47″ nord, 1° 14′ 20″ est |                | |             | Église Saint-Lubin de Saint-Lubin-en-Vergonnois                      |
| Église Saint-Léonard de Saint-Léonard-en-Beauce                                  | Saint-Léonard-en-Beauce            |         | 47° 49′ 56″ nord, 1° 22′ 50″ est |                | |             | Église Saint-Léonard de Saint-Léonard-en-Beauce                      |
| Église Saint-Médard de Saint-Marc-du-Cor                                         | Saint-Marc-du-Cor                  |         | 47° 58′ 26″ nord, 0° 57′ 17″ est |                | |             | Image manquante Téléverser                                           |
| Église Saint-Martin de Saint-Martin-des-Bois                                     | Saint-Martin-des-Bois              |         | 47° 43′ 24″ nord, 0° 49′ 37″ est | « PA41000052 » | Inscrit MH | 2007        | Église Saint-Martin de Saint-Martin-des-Bois                         |
| Église Saint-Ouen de Saint-Ouen (Loir-et-Cher)                                   | Saint-Ouen                         |         | 47° 48′ 39″ nord, 1° 05′ 08″ est |                | |             | Image manquante Téléverser                                           |
| Église Saint-Rimay de Saint-Rimay                                                | Saint-Rimay                        |         | 47° 45′ 45″ nord, 0° 55′ 20″ est |                | |             | Église Saint-Rimay de Saint-Rimay                                    |
| Église Saint-Romain de Saint-Romain-sur-Cher                                     | Saint-Romain-sur-Cher              |         | 47° 19′ 14″ nord, 1° 24′ 00″ est |                | |             | Image manquante Téléverser                                           |
| Église Saint-Sulpice de Saint-Sulpice-de-Pommeray                                | Saint-Sulpice-de-Pommeray          |         | 47° 36′ 18″ nord, 1° 15′ 58″ est |                | |             | Église Saint-Sulpice de Saint-Sulpice-de-Pommeray                    |
| Église Saint-Viâtre de Saint-Viâtre                                              | Saint-Viâtre                       |         | 47° 31′ 27″ nord, 1° 56′ 03″ est | « PA41000040 » | Inscrit MH | 2006        | Église Saint-Viâtre de Saint-Viâtre                                  |
| Église Saint-Étienne de Saint-Étienne-des-Guérets                                | Saint-Étienne-des-Guérets          |         | 47° 35′ 58″ nord, 1° 03′ 49″ est |                | |             | Image manquante Téléverser                                           |
| Église Sainte-Anne de Sainte-Anne (Loir-et-Cher)                                 | Sainte-Anne                        |         | 47° 45′ 28″ nord, 1° 04′ 54″ est |                | |             | Image manquante Téléverser                                           |
| Église Saint-Georges de Salbris                                                  | Salbris                            |         | 47° 25′ 36″ nord, 2° 03′ 10″ est | « IA00012008 » | |             | Église Saint-Georges de Salbris                                      |
| Église Saint-Martin de Sambin                                                    | Sambin                             |         | 47° 26′ 18″ nord, 1° 17′ 44″ est |                | |             | Église Saint-Martin de Sambin                                        |
| Église Saint-Bésoire de Santenay                                                 | Santenay                           |         | 47° 34′ 00″ nord, 1° 07′ 01″ est |                | |             | Image manquante Téléverser                                           |
| Église Saint-Martin de Sargé-sur-Braye                                           | Sargé-sur-Braye                    |         | 47° 55′ 24″ nord, 0° 51′ 04″ est | « PA00098592 » | Classé MH | 1958        | Église Saint-Martin de Sargé-sur-Braye                               |
| Église Saint-Cyr de Sargé-sur-Braye                                              | Sargé-sur-Braye                    |         | 47° 55′ 28″ nord, 0° 51′ 03″ est |                | |             | Église Saint-Cyr de Sargé-sur-Braye                                  |
| Église Saint-Martin de Sasnières                                                 | Sasnières                          |         | 47° 43′ 09″ nord, 0° 56′ 06″ est |                | |             | Image manquante Téléverser                                           |
| Église Saint-Sulpice de Sassay                                                   | Sassay                             |         | 47° 23′ 38″ nord, 1° 26′ 27″ est |                | |             | Église Saint-Sulpice de Sassay                                       |
| Église Saint-Pierre de Savigny-sur-Braye                                         | Savigny-sur-Braye                  |         | 47° 52′ 43″ nord, 0° 48′ 37″ est | « PA00098593 » | Inscrit MH | 1926        | Église Saint-Pierre de Savigny-sur-Braye                             |
| Église Saint-Martin de Seigy                                                     | Seigy                              |         | 47° 15′ 14″ nord, 1° 23′ 49″ est | « PA00098594 » | Classé MH | 1971        | Image manquante Téléverser                                           |
| Église Saint-Denis de Selles-Saint-Denis                                         | Selles-Saint-Denis                 |         | 47° 23′ 03″ nord, 1° 55′ 22″ est | « IA00012286 » | |             | Église Saint-Denis de Selles-Saint-Denis                             |
| Abbatiale Notre-Dame-la-Blanche de Selles-sur-Cher                               | Selles-sur-Cher                    |         | 47° 16′ 31″ nord, 1° 33′ 15″ est | « PA00098598 » | Classé MH | 1862        | Abbatiale Notre-Dame-la-Blanche de Selles-sur-Cher                   |
| Église de la Sainte-Vierge de Selommes                                           | Selommes                           |         | 47° 45′ 23″ nord, 1° 11′ 36″ est | « PA00098603 » | Inscrit MH | 1926        | Église de la Sainte-Vierge de Selommes                               |
| Église Saint-Pantaléon de Seur                                                   | Seur                               |         | 47° 30′ 13″ nord, 1° 20′ 03″ est |                | |             | Église Saint-Pantaléon de Seur                                       |
| Église Saint-Jean-Baptiste de Soings-en-Sologne                                  | Soings-en-Sologne                  |         | 47° 24′ 46″ nord, 1° 31′ 29″ est | « IA00012707 » | |             | Image manquante Téléverser                                           |
| Église Saint-Julien de Souesmes                                                  | Souesmes                           |         | 47° 27′ 28″ nord, 2° 10′ 45″ est | « IA00012037 » | |             | Église Saint-Julien de Souesmes                                      |
| Église Saint-Quentin de Sougé                                                    | Sougé                              |         | 47° 46′ 13″ nord, 0° 43′ 44″ est |                | |             | Église Saint-Quentin de Sougé                                        |
| Église Saint-Martin de Souvigny-en-Sologne                                       | Souvigny-en-Sologne                |         | 47° 38′ 43″ nord, 2° 09′ 54″ est | « PA00098609 » | Inscrit MH | 1979        | Église Saint-Martin de Souvigny-en-Sologne                           |
| Église Saint-Christophe de Suèvres                                               | Suèvres                            |         | 47° 40′ 03″ nord, 1° 27′ 38″ est | « PA00098612 » | Classé MH | 1921        | Église Saint-Christophe de Suèvres                                   |
| Église Saint-Lubin de Suèvres                                                    | Suèvres                            |         | 47° 40′ 02″ nord, 1° 27′ 56″ est | « PA00098613 » | Classé MH | 1862        | Église Saint-Lubin de Suèvres                                        |
| Église Saint-Hilaire de Séris                                                    | Séris                              |         | 47° 45′ 36″ nord, 1° 30′ 05″ est |                | |             | Image manquante Téléverser                                           |
| Église Saint-Martin de Talcy                                                     | Talcy                              |         | 47° 46′ 11″ nord, 1° 26′ 42″ est | « PA00098616 » | Inscrit MH | 1933        | Église Saint-Martin de Talcy                                         |
| Église Saint-Pierre-et-Saint-Paul de Ternay                                      | Ternay                             |         | 47° 43′ 48″ nord, 0° 46′ 45″ est |                | |             | Église Saint-Pierre-et-Saint-Paul de Ternay                          |
| Église Saint-Sulpice de Theillay                                                 | Theillay                           |         | 47° 18′ 48″ nord, 2° 02′ 23″ est | « IA00012065 » | |             | Église Saint-Sulpice de Theillay                                     |
| Église Saint-Denis de Thoré-la-Rochette                                          | Thoré-la-Rochette                  |         | 47° 47′ 17″ nord, 0° 57′ 52″ est | « PA41000053 » | Inscrit MH | 2007        | Église Saint-Denis de Thoré-la-Rochette                              |
| Église Saint-Pierre de Thoury                                                    | Thoury                             |         | 47° 37′ 47″ nord, 1° 35′ 47″ est | « IA00012200 » | |             | Image manquante Téléverser                                           |
| Église Saint-Georges de Thésée                                                   | Thésée                             |         | 47° 19′ 37″ nord, 1° 18′ 10″ est |                | |             | Église Saint-Georges de Thésée                                       |
| Église Saint-Étienne de Tour-en-Sologne                                          | Tour-en-Sologne                    |         | 47° 32′ 16″ nord, 1° 30′ 02″ est | « PA00098622 » | Inscrit MH | 1949        | Église Saint-Étienne de Tour-en-Sologne                              |
| Église Saint-Jean de Tourailles                                                  | Tourailles                         |         | 47° 41′ 06″ nord, 1° 09′ 30″ est | « PA41000046 » | Inscrit MH | 2007        | Église Saint-Jean de Tourailles                                      |
| Collégiale Saint-Martin de Trôo                                                  | Troo                               |         | 47° 46′ 39″ nord, 0° 47′ 34″ est | « PA00098628 » | Classé MH | 1862        | Collégiale Saint-Martin de Trôo                                      |
| Église Notre-Dame de Valaire                                                     | Valaire                            |         | 47° 28′ 12″ nord, 1° 16′ 08″ est |                | |             | Église Notre-Dame de Valaire                                         |
| Église Saint-Barthélémy d'Orchaise                                               | Valencisse                         |         | 47° 35′ 21″ nord, 1° 12′ 00″ est | « PA00098540 » | Inscrit MH Façade occidentale ainsi que le vieux clocher en bois couvert d'ardoises qui la surmonte                                             | 1961        | Église Saint-Barthélémy d'Orchaise                                   |
| Église Saint-Secondin de Molineuf                                                | Valencisse                         |         | 47° 34′ 20″ nord, 1° 12′ 31″ est | « PA41000057 » | Inscrit MH | 2008        | Église Saint-Secondin de Molineuf                                    |
| Église Saint-Julien de Chambon-sur-Cisse                                         | Valencisse                         |         | 47° 33′ 45″ nord, 1° 12′ 53″ est |                | |             | Église Saint-Julien de Chambon-sur-Cisse                             |
| Église Saint-Sulpice de Vallières-les-Grandes                                    | Vallières-les-Grandes              |         | 47° 25′ 24″ nord, 1° 08′ 52″ est |                | |             | Image manquante Téléverser                                           |
| Église Saint-Denis de Coulanges                                                  | Valloire-sur-Cisse                 |         | 47° 32′ 28″ nord, 1° 13′ 28″ est |                | |             | Église Saint-Denis de Coulanges                                      |
| Église Saint-Jacques-le-Majeur de Seillac                                        | Valloire-sur-Cisse                 |         | 47° 32′ 37″ nord, 1° 09′ 28″ est |                | |             | Image manquante Téléverser                                           |
| Église Saint-Martin de Valloire-sur-Cisse                                        | Valloire-sur-Cisse                 |         | 47° 31′ 19″ nord, 1° 14′ 42″ est |                | |             | Image manquante Téléverser                                           |
| Église Saint-Gervais-Saint-Protais de Couture-sur-Loir                           | Vallée-de-Ronsard                  |         | 47° 45′ 15″ nord, 0° 41′ 12″ est | « PA00098429 » | Classé MH | 1924        | Église Saint-Gervais-Saint-Protais de Couture-sur-Loir               |
| Église Notre-Dame de Tréhet                                                      | Vallée-de-Ronsard                  |         | 47° 44′ 02″ nord, 0° 37′ 21″ est | « PA41000054 » | Inscrit MH | 2007        | Église Notre-Dame de Tréhet                                          |
| Église Saint-Martin de Veilleins                                                 | Veilleins                          |         | 47° 25′ 16″ nord, 1° 40′ 17″ est | « IA00012475 » | |             | Église Saint-Martin de Veilleins                                     |
| Collégiale Saint-Georges de Vendôme                                              | Vendôme                            |         | à géolocaliser                   |                | |             | Collégiale Saint-Georges de Vendôme                                  |
| Église Sainte-Marie-Madeleine de Vendôme                                         | Vendôme                            |         | 47° 47′ 39″ nord, 1° 03′ 55″ est | « PA41000022 » | Inscrit MH | 2000        | Église Sainte-Marie-Madeleine de Vendôme                             |
| Abbatiale de la Trinité de Vendôme                                               | Vendôme                            |         | 47° 47′ 28″ nord, 1° 04′ 09″ est |                | |             | Abbatiale de la Trinité de Vendôme                                   |
| Église Notre-Dame de Vendôme                                                     | Vendôme                            |         | 47° 48′ 28″ nord, 1° 03′ 58″ est |                | |             | Image manquante Téléverser                                           |
| Église Saint-Martin de Vendôme                                                   | Vendôme                            |         | 47° 47′ 30″ nord, 1° 04′ 01″ est |                | |             | Image manquante Téléverser                                           |
| Église Notre-Dame de Vernou-en-Sologne                                           | Vernou-en-Sologne                  |         | 47° 30′ 02″ nord, 1° 40′ 49″ est | « PA00098650 » | Inscrit MH | 1926        | Image manquante Téléverser                                           |
| Église Saint-Gervais-et-Saint-Protais d'Onzain                                   | Veuzain-sur-Loire                  |         | 47° 30′ 01″ nord, 1° 10′ 24″ est | « PA00098539 » | Inscrit MH Portail et clocher | 1928        | Église Saint-Gervais-et-Saint-Protais d'Onzain                       |
| Église Saint-Vincent de Veuves                                                   | Veuzain-sur-Loire                  |         | 47° 28′ 17″ nord, 1° 07′ 29″ est |                | |             | Église Saint-Vincent de Veuves                                       |
| Église Saint-Pierre de Vievy-le-Rayé                                             | Vievy-le-Rayé                      |         | 47° 51′ 50″ nord, 1° 18′ 53″ est | « PA41000055 » | Inscrit MH | 2007        | Église Saint-Pierre de Vievy-le-Rayé                                 |
| Église Sainte-Madeleine de la Bosse                                              | Vievy-le-Rayé                      |         | 47° 51′ 23″ nord, 1° 16′ 02″ est |                | |             | Image manquante Téléverser                                           |
| Église Notre-Dame d'Écoman                                                       | Vievy-le-Rayé                      |         | 47° 53′ 25″ nord, 1° 18′ 15″ est | « PA41000078 » | Inscrit MH | 2022        | Église Notre-Dame d'Écoman                                           |
| Église de la Bienheureuse-Vierge-Marie de Villavard                              | Villavard                          |         | 47° 45′ 30″ nord, 0° 54′ 18″ est |                | |             | Église de la Bienheureuse-Vierge-Marie de Villavard                  |
| Église Saint-Lubin de Villebarou                                                 | Villebarou                         |         | 47° 37′ 19″ nord, 1° 19′ 25″ est |                | |             | Image manquante Téléverser                                           |
| Église Saint-Jean-Porte-Latine de Villebout                                      | Villebout                          |         | 47° 59′ 22″ nord, 1° 10′ 41″ est |                | |             | Image manquante Téléverser                                           |
| Église Saint-Gatien de Villechauve                                               | Villechauve                        |         | 47° 38′ 58″ nord, 0° 56′ 29″ est |                | |             | Image manquante Téléverser                                           |
| Église Saint-Jean-Baptiste de Villedieu-le-Château                               | Villedieu-le-Château               |         | 47° 43′ 11″ nord, 0° 38′ 52″ est |                | |             | Image manquante Téléverser                                           |
| Église Sainte-Marie-Madeleine de Villefranche-sur-Cher                           | Villefranche-sur-Cher              |         | 47° 17′ 36″ nord, 1° 46′ 21″ est | « PA00098656 » | Classé MH | 1986        | Église Sainte-Marie-Madeleine de Villefranche-sur-Cher               |
| Église Saint-Pierre de Villefrancœur                                             | Villefrancœur                      |         | 47° 41′ 36″ nord, 1° 13′ 07″ est |                | |             | Image manquante Téléverser                                           |
| Église Saint-Euverte de Villeherviers                                            | Villeherviers                      |         | 47° 21′ 54″ nord, 1° 47′ 54″ est | « PA00098658 » | Inscrit MH | 1926        | Église Saint-Euverte de Villeherviers                                |
| Église Saint-Martin de Villemardy                                                | Villemardy                         |         | 47° 44′ 05″ nord, 1° 11′ 21″ est |                | |             | Image manquante Téléverser                                           |
| Église Notre-Dame de Villeneuve-Frouville                                        | Villeneuve-Frouville               |         | 47° 47′ 14″ nord, 1° 18′ 40″ est |                | |             | Image manquante Téléverser                                           |
| Église Saint-Martin de Villeny                                                   | Villeny                            |         | 47° 37′ 23″ nord, 1° 45′ 20″ est | « IA00012208 » | |             | Église Saint-Martin de Villeny                                       |
| Église Saint-Pierre de Villeporcher                                              | Villeporcher                       |         | 47° 38′ 25″ nord, 0° 59′ 38″ est | « PA00098659 » | Inscrit MH | 1926        | Image manquante Téléverser                                           |
| Église Saint-Denis de Villerable                                                 | Villerable                         |         | 47° 45′ 28″ nord, 1° 01′ 51″ est |                | |             | Image manquante Téléverser                                           |
| Église Saint-Pierre de Villerbon                                                 | Villerbon                          |         | 47° 39′ 46″ nord, 1° 22′ 21″ est |                | |             | Image manquante Téléverser                                           |
| Église Saint-Mesmin de Villermain                                                | Villermain                         |         | 47° 51′ 45″ nord, 1° 31′ 51″ est |                | |             | Image manquante Téléverser                                           |
| Église Saint-Étienne de Villeromain                                              | Villeromain                        |         | 47° 43′ 45″ nord, 1° 08′ 37″ est |                | |             | Image manquante Téléverser                                           |
| Église Saint-Martin de Villetrun                                                 | Villetrun                          |         | 47° 47′ 14″ nord, 1° 09′ 41″ est |                | |             | Église Saint-Martin de Villetrun                                     |
| Église Saint-Denis de Villexanton                                                | Villexanton                        |         | 47° 44′ 36″ nord, 1° 25′ 16″ est | « PA41000073 » | Inscrit MH | 2018        | Église Saint-Denis de Villexanton                                    |
| Église Saint-Hilaire de Villiers-sur-Loir                                        | Villiers-sur-Loir                  |         | 47° 48′ 23″ nord, 0° 59′ 43″ est | « PA00132572 » | Classé MH | 1994        | Église Saint-Hilaire de Villiers-sur-Loir                            |
| Église Saint-Georges de Villiersfaux                                             | Villiersfaux                       |         | 47° 44′ 59″ nord, 0° 59′ 16″ est |                | |             | Église Saint-Georges de Villiersfaux                                 |
| Église Saint-Martin de Vineuil                                                   | Vineuil                            |         | 47° 34′ 50″ nord, 1° 22′ 39″ est |                | |             | Image manquante Téléverser                                           |
| Église Saint-Pierre de Vouzon                                                    | Vouzon                             |         | 47° 38′ 48″ nord, 2° 03′ 33″ est | « IA00011885 » | |             | Église Saint-Pierre de Vouzon                                        |
| Église Saint-Caprais d'Yvoy-le-Marron                                            | Yvoy-le-Marron                     |         | 47° 38′ 00″ nord, 1° 51′ 07″ est | « IA00011907 » | |             | Église Saint-Caprais d'Yvoy-le-Marron                                |
| Église Saint-Martin d'Épiais                                                     | Épiais                             |         | 47° 48′ 28″ nord, 1° 15′ 03″ est |                | |             | Image manquante Téléverser                                           |
| Église Saint-Étienne d'Épuisay                                                   | Épuisay                            |         | 47° 54′ 01″ nord, 0° 55′ 47″ est |                | |             | Église Saint-Étienne d'Épuisay                                       |

### Culteprotestant
| Église                      | Commune | Adresse | Coordonnées                      | Notice | Protection | Date | Illustration               |
| --------------------------- | ------- | ------- | -------------------------------- | ------ | ---------- | ---- | -------------------------- |
| Temple protestant de Blois  | Blois   |         | 47° 35′ 18″ nord, 1° 19′ 46″ est |        |            |      | Image manquante Téléverser |
| Temple protestant de Josnes | Josnes  |         | 47° 47′ 53″ nord, 1° 31′ 22″ est |        |            |      | Image manquante Téléverser |
| Temple protestant de Mer    | Mer     |         | 47° 42′ 38″ nord, 1° 29′ 49″ est |        |            |      | Image manquante Téléverser |